# سير جيمس هول، البارون الرابع
سير جيمس هول، البارون الرابع (بالإنجليزية: Sir James Hall, 4th Baronet)‏ (17 يناير 1761 - 23 يونيو 1832) الجيولوجي الاسكتلندي والجيوفيزيائي، الذي ينتمي إلى المجتمع الملكي ولد في دانغلاس، لوثيان الشرقية، أبناً للسير جون هول، البارون الثالث (توفي في 1776)، والدته، ماجدلين (توفيت في 1763) ابنة السير روبرت برينغل، البارون الثالث، لمدينة ستيتشهيل روكس بيرغ شاين. وكان السير جيمس أيضاً عضو برلمان في حي سانت مايكل (ميتشل، كورنوال) 1807-1812.

## روابط خارجية
- سير جيمس هول، البارون الرابع على موقع الموسوعة البريطانية (الإنجليزية)